# إنتاج القطن في أوزبكستان

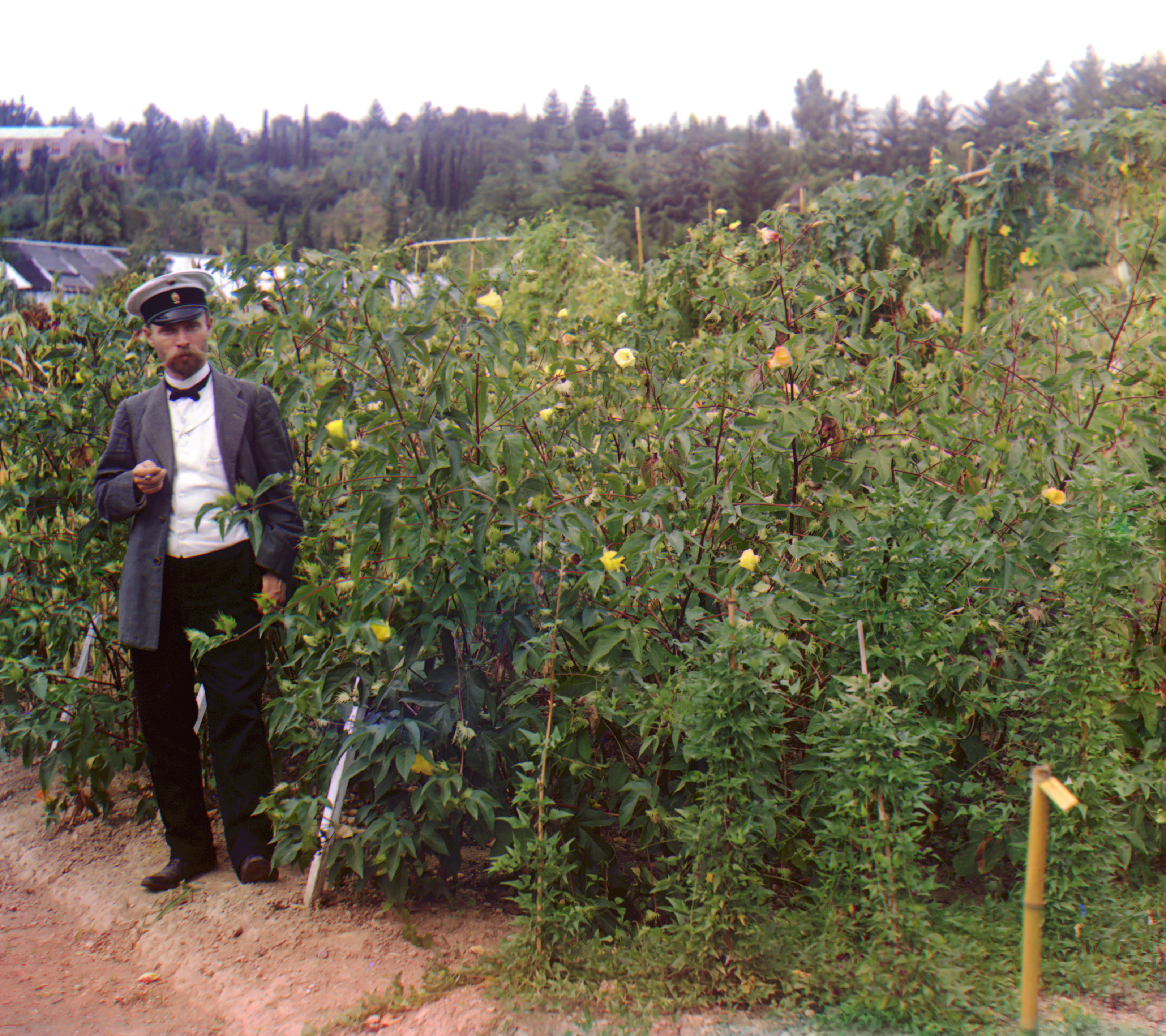
مزرعة قطن

إنتاج القطن في أوزبكستان مهم للاقتصاد الوطني للبلاد، حيث بلغ 17 بالمائة من صادراتها في عام 2006. الإنتاج السنوي من القطن حوالي مليون طن من الألياف (4-5 بالمائة من الإنتاج العالمي) وصادرات من 700.000 إلى 800.000 طن (10 بالمائة من الصادرات العالمية). أوزبكستان ثامن أكبر منتج وحادي عشر أكبر مصدر للقطن في العالم.